# Носорог (Марвел Комикс)
Носорога (на английски: Rhino, Алексей Михайлович Сицевич) е измислен комиксов герой, суперзлодей от вселената на Марвел Комикс. Негови създатели са Стан Лий и Джон Ромита Старши. Първата поява на персонажа е в „The Amazing Spider-Man“ #41-43 през октомври-декември 1966 година. Пресонажът се появява в много филми, игри и сериали по поредицата. Той е най-големият враг на Спайдърмен.
Носорога има дебел полимерен костюм, наподобаващ кожата на носорог, който го защитава. Той покрива цялото му тяло с изключение на лицето. Костюмът има и много остър рог на върха. може да издържи на температури до 500 °C и удара на противотанкова ракета.
Героят притежава свръхчовешка сила, висока скорост и устойчивост. Макар че е машина за убийство, неговото IQ е само 85. Той може да повдига тежести до 80 тона, а рогът му реже метал.